# Loxandrus mundus
Loxandrus mundus är en skalbaggsart som beskrevs av Thomas Casey. Loxandrus mundus ingår i släktet Loxandrus och familjen jordlöpare. Inga underarter finns listade i Catalogue of Life.